# Höhere Fachschule für Technik Mittelland
Höhere Fachschule für Technik Mittelland (hftm) (französisch École supérieure technique Mittelland) ist eine höhere Fachschule mit technischem Schwerpunkt in der Schweiz. Sie wurde 2012 gegründet und hat Standorte in Biel/Bienne und Grenchen. Die hftm bietet mehrheitlich berufsbegleitende Bildungsgänge in verschiedenen technischen Fachrichtungen an und ist eine zweisprachige Bildungsinstitution (Deutsch/Französisch).

## Geschichte und Entwicklung
Die hftm entstand im Jahr 2012 durch den Zusammenschluss dreier Technikerschulen aus Biel und Grenchen. Sie wird von der Höhere Fachschule Technik Mittelland AG getragen, einer Aktiengesellschaft mit über 40 beteiligten Unternehmen aus den Kantonen Solothurn und Bern. Die Finanzierung erfolgt auf Grundlage von Leistungsvereinbarungen mit beiden Kantonen.
Seit ihrer Gründung hat sich die Schule kontinuierlich entwickelt. Im Jahr 2022 wurde das zehnjährige Bestehen gefeiert. Die Zahl der Studierenden stieg von anfangs unter 200 auf über 500 Personen an. Die Schule engagiert sich gezielt gegen den Fachkräftemangel im technischen Bereich.

## Campus Technik
Im Mai 2023 begann in Grenchen der Bau des Campus Technik, eines neuen Bildungs- und Innovationsstandorts. Die Inbetriebnahme ist für 2025 geplant. Der Campus wird modernste Infrastruktur, Werkstätten und hybride Unterrichtsräume bieten. Neben der hftm werden weitere Bildungsinstitutionen und Industriepartner einziehen.

## Internationale Einordnung
Die Bildungsgänge der hftm sind eidgenössisch anerkannt und unterliegen dem Rahmenlehrplan Technik des Staatssekretariats für Bildung, Forschung und Innovation (SBFI). Der Abschluss Dipl. Techniker/-in HF wird mit einem dreisprachigen Diploma Supplement ergänzt (Deutsch, Französisch, Englisch). Der Abschluss ist im internationalen Bildungssystem (ISCED) auf Stufe 6 eingestuft, was einer Qualifikation auf Bachelorniveau entspricht – jedoch ohne Hochschulstatus im Sinne des schweizerischen Hochschulgesetzes.

## Bildungsangebot
Die hftm bietet HF-Diplomstudiengänge in folgenden Fachrichtungen an:
- Elektrotechnik (Automation, Elektrotechnik)
- Energie- und Umwelttechnik
- Gebäudeautomation
- Informatik (Softwareentwicklung, Systemtechnik)
- Maschinenbau (Konstruktionstechnik, Produktionstechnik)
- Prozesstechnik (Betriebstechnik, Supply Chain Management)
- Systemtechnik (Automation ICT, Automation Mechatronik)

Die Studiengänge können in Vollzeit oder berufsbegleitend absolviert werden. Die meisten Programme werden auf Deutsch angeboten, einige zusätzlich auf Französisch.
Zusätzlich bietet die hftm:
- Nachdiplomstudiengänge (NDS HF)
- Vorbereitungskurse für eidgenössische Berufsprüfungen
- Fachkurse und Weiterbildungen im technischen Bereich

## Partnerschaften
Die Schule pflegt enge Kontakte zur Industrie. Über 100 Unternehmen sind in der Trägerschaft vertreten oder unterstützen die Schule durch Praxisprojekte, Dozenten oder Diplomarbeiten. Internationale Kooperationen bestehen beispielsweise mit der Wrexham University (Wales), bei der HF-Absolventen in einem Zusatzjahr einen Bachelor erwerben können.

## Alumni
Der Verein hftm.alumni wurde 2016 gegründet und vereint ehemalige Studierende der hftm und ihrer Vorgängerschulen. Ziel ist der Netzwerkaufbau, Erfahrungsaustausch und die berufliche Weiterentwicklung der Absolventen.

## Gesellschaftliche Bedeutung
Die hftm trägt zur Fachkräftesicherung in technischen Berufen bei. Sie engagiert sich für Zweisprachigkeit in der Berufsbildung und erhielt 2023 das Zertifikat des Forum du bilinguisme für ihr Engagement in der Förderung des Sprachaustauschs. Teams der hftm nehmen regelmässig an internationalen Wettbewerben teil, darunter auch die RoboCup German Open 2025, bei der ein dritter Platz erreicht wurde und sich das Team Solidus für die RoboCup-Weltmeisterschaft 2025 in Salvador, Brasilien qualifizieren konnte.